# Богоявленский собор в Дорогомилове
Богоявле́нский собо́р в Дорогоми́лове (Собор в честь Богоявления Господня в Дорогомилове) — разрушенный в 1938 году православный собор в Москве. С конца 1920-х до своего закрытия и разрушения был кафедральным собором Русской православной церкви.

## История

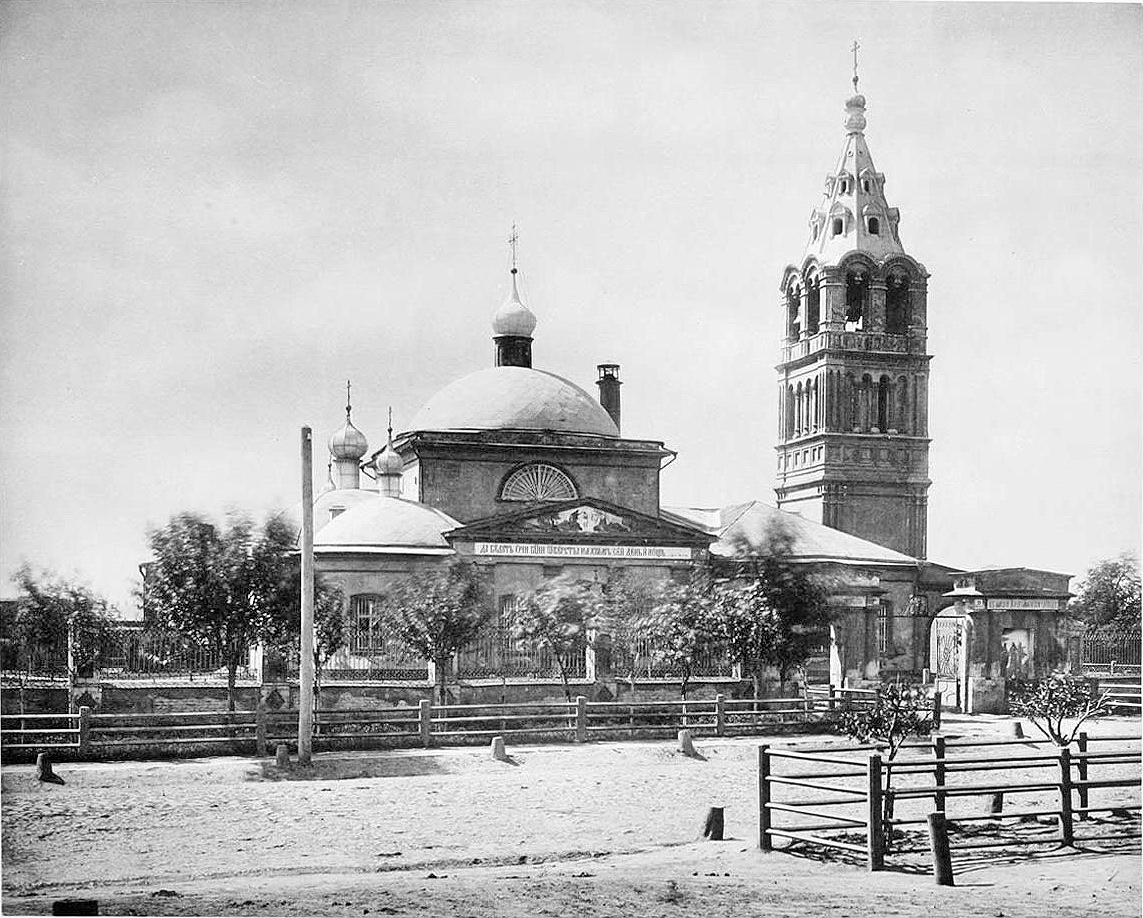
Церковь Богоявления в Дорогомилове (до перестройки). 1883 год.

Храм упоминается в летописях уже с 1625 года, как храм Богоявления в Дорогомиловской ямской слободе. Как и все Богоявленские храмы, церковь была традиционно построена у воды, близ Москвы-реки (около 400 м): в престольный праздник на реке устраивалась «иордань», и к ней из храма торжественно направлялся крестный ход.
Прошение о строительстве каменного храма для дорогомиловских ямщиков было подано в 1712 году, но в связи с определёнными трудностями он был построен к 1727 году.
Во время Отечественной войны 1812 года Богоявленский храм обгорел и частично порушился.
После отмены крепостного права в 1861 году крестьяне хлынули в город на заработки. Поскольку земля здесь стоила гораздо дешевле, чем в прочих районах Москвы, в Дорогомилове появилось множество фабрик, заводов и заведений. В связи с этим численность прихожан Богоявленского храма колоссально возросла за счет пришлых рабочих людей, и храм, рассчитанный на 800 человек, не вмещал в себя всех молящихся.
Тесный храм сначала пытались расширить за счет приделов и мелких перестроек. А в 1874 году решили возвести новую колокольню по проекту архитектора Н. В. Никитина.
В 1895 году власти решили строить в Дорогомилове Брянский вокзал (ныне Киевский вокзал). Около вокзала всегда складывалась многолюдная, заселенная и оживленная местность, вокзал имел массу рабочих и служащих. И без того тесный Богоявленский храм ожидал огромный приток новых прихожан.
В марте 1898 году духовенство и прихожане решили построить новый просторный храм, для чего собрали более 150 тысяч рублей. Молодой и талантливый архитектор В. Е. Сретенский составил проект нового храма, который предполагал поглощение одним храмом другого: прежняя церковь теперь становилась трапезной нового храма. За основу был взят храм Христа Спасителя. Дорогомиловский храм стал вторым после него в Москве по величине и вместимости: он был рассчитан на 10 тысяч человек. В сентябре состоялась торжественная закладка.
29 сентября 1908 года митрополит Московский Владимир (Богоявленский) освятил новый храм, а последний готовый придел «Утоли моя печали» в 1910 году освящал епископ Трифон (Туркестанов).
В 1922 году храм Христа Спасителя был захвачен обновленцами. Дорогомиловский собор сохранил верность Патриарху Тихону, а затем стал кафедральным. С 1927 года здесь часто служил заместитель Патриаршего Местоблюстителя митрополит Сергий (Страгородский). Считается, что официально кафедра была перенесена в 1931 году после разрушения храма Христа Спасителя, Другие называют более раннюю дату — вторую половину 1920-х годов, поскольку уже тогда в дорогомиловском храме стали совершаться архиерейские богослужения.
В августе 1932 года ключарем «Богоявленского кафедрального, что в Дорогомилове, московского собора» был назначен перемещённый из Казани протоиерей Александр Лебедев, соблюдавший все тонкости богослужения и произносивший великолепные проповеди.
В 1927 году Богоявленский храм сняли с учёта, вычеркнув его из списков памятников церковной архитектуры — «художественной ценности не представляет». Первые слухи о сносе храма поползли в 1928 году — за 10 лет до его гибели.
В Дорогомиловском соборе за литургией 2 мая 1934 года, в которой участвовало 20 епископов, впервые прозвучал новый титул заместителя Патриаршего местоблюстителя митрополита Сергия Страгородского — «Блаженнейший митрополит Московский и Коломенский». В декабре 1937 года было арестовано все духовенство Богоявленского храма во главе с настоятелем протоиереем Василием Ягодиным. Было решено снести храм. Предлогом для сноса здания стало освобождение места для нового социалистического строительства, там планировалось образцовое жилищное строительство. Газета «Рабочая Москва» от 10 сентября 1938 года сообщала: «Стены храма чрезвычайно крепки. Для того чтобы их взорвать, придется применить, так называемые, сосредоточенные заряды аммонала». Богоявленский храм был разрушен 27 сентября 1938 года. После этого кафедра патриаршего местоблюстителя митр. Сергия (Страгородского), впоследствии патриарха, переместилась в собор Богоявления Господня в Елохове.
На месте собора был выстроен «генеральский» дом, на углу Большой Дорогомиловской улицы и 2-го Брянского переулка, от которого началась дальнейшая застройка Дорогомилова.
В настоящее время существует инициативная группа москвичей, ратующих за возрождение собора, но не на его историческом месте, где стоит многоэтажный жилой дом (ул. Б. Дорогомиловская, д1), а на площадке неподалёку, на высоком берегу Москвы-реки.